# هفت ضربه مرگبار
هفت ضربهٔ مرگبار، با عنوان اصلی بوکسور (به چینی: 拳精) یک فیلم رزمی هنگ‌کنگی محصول سال ۱۹۷۸ به کارگردانی لو وی با بازی جکی چان و جیمز تین است.